# Віденський чорний кріль
Віденський чорний — порода кролів середнього розміру м'ясо-шкуркового напряму.

## Історія
Порода Віденський чорний була вперше виведена німецькими селекціонерами на початку XX століття шляхом схрещування Віденського блакитного кролика з кроликами породи Аляска. Крім того, відомо, що в селекційному схрещуванні брали участь кролики породи Білий велетень. Підсумком став кролик, за конституцією повністю відповідний віденським, з міцним довгастим м'язистим тілом, великою, широкою в передній частині головою, короткими і сильними кінцівками, довгими, округлими, густо покритими хутром вухами.
Вже при першій появі, на Лейпцизькій виставці в 1925 році, Віденські чорні справили незабутнє враження на публіку. Але до 60-х років ХХ століття порода не була особливо поширена, та й зараз частина заводчиків і селекціонерів відносять її до особливого виду Віденських блакитних. 

## Біологічні характеристики
Відмінною рисою цієї породи є густе хутро вираженого чорного кольору з невеликим металевим блиском, який трохи втрачається на животі у тварини. М'язова маса даної породи розподілена рівномірно, тіло правильної форми, циліндричне, з міцними кістками. Вага кролика при його нормальному розвитку становить від 4,5 до 5,5 кілограма. Голова Віденського чорного трохи збільшена по відношенню до тіла, широка і коротка, шия також невеликої довжини. Вуха кролика мають ідеальну довжину, близько 12 сантиметрів, правильної форми, з трохи закругленими кінчиками, густо і повністю покриті чорною шерстю. Очі тварини темно-коричневого кольору, кігті - коричнево-чорні. Лапи досить міцні, але короткі.

## Хутро
Віденський чорний кролик, це дивовижний, кольору воронячого крила кролик, який є еталонним по хутрі серед всіх інших віденських кролів. У нього глибокий густий пух, рівномірне забарвлення, середньої жорсткості остьове волосся, по довжині повністю відповіднє основному покрову, а в цілому - еластичне, глянсове, чудової густоти хутро. У цієї породи є досить багато конкурентів, серед яких, в першу чергу, Аляска, саме тому Віденський чорний кролик, не так широко поширений серед заводчиків України, як його прямий предок Віденський блакитний кролик.

## Різновиди
- Віденський білий
- Віденський блакитний
- Віденський сіро-блакитний